# Transposition de genre
La transposition de genre est un terme linguistique pour décrire la substitution d'un pronom personnel sexuée par d'autres formes genrées. Lorsqu'il est utilisé pour décrire une femme, ce serait en utilisant il au lieu de elle. Pour les hommes, ce serait l'inverse.
Souvent utilisé dans l'argot des hommes gay, il peut être employé pour mépriser, pour se moquer de soi-même, de façon plus affective, ou neutre. Il peut être considéré comme du dénigrement gay ou de l'homophobie lorsqu'il est utilisé par des personnes hétérosexuelles pour se moquer d'une personne gay.

## Référence
- (en) Cet article est partiellement ou en totalité issu de l’article de Wikipédia en anglais intitulé « Gender transposition » (voir la liste des auteurs).